# Сундгрен, Гари
Кари Йюхани Сундгрен (швед. Kari Juhani "Gary" Sundgren; род. 25 октября 1967, Ваммала, Финляндия) — шведский футболист, защитник. Известен по выступлениям за клубы АИК, «Реал Сарагоса» и сборную Швеции. Участник чемпионата Европы 2000 года.
Сундгрен родился в Финляндии, но уже в восемь лет вместе с родителями переехал в Швецию.

## Клубная карьера
Гари начал карьеру в клубе АИК. 11 апреля 1988 года в матче против «Норрчёпига» он дебютировал в чемпионате Швеции. С первого сезона Сундгрен выиграл конкуренцию за место в основе и быстро стал лидером команды. Именно его гол в ворота «Мальмё» в 1992 году позволил АИКу впервые за 55 лет выиграть Аллсвенкан лигу. В 1996 и 1997 годах Гари помог команде дважды подряд выиграть Кубок Швеции.
В 1997 году он перешёл в испанскую «Сарагосу». Сундгрен сразу завоевал место в основе и помог команде занять четвёртое место в чемпионате. В 2001 году Гари стал обладателем Кубка Испании, правда в финале он участия не принял.
В 2002 году Сундгрен вернулся в родной АИК, где провёл сезон. После этого выступал за малоизвестные команды «Соллентуна» и «Юрсхольм». В 2006 году Гари завершил профессиональную карьеру.

## Международная карьера
В 1994 году Сундгрен дебютировал за сборную Швеции. 16 февраля 1997 года в King's Cup против сборной Таиланда он забил свой первый гол за национальную команду. В 2000 году Гари попал в заявку на участие в чемпионате Европы в Бельгии и Нидерландах. На турнире он сыграл в матче против сборной Турции.

### Голы за сборную Швеции
| #   | Дата            | Место                          | Противник | Счёт | Результат | Соревнование    |
| --- | --------------- | ------------------------------ | --------- | ---- | --------- | --------------- |
| 01. | 16 февраля 1997 | Супхачаласай, Бангкок, Таиланд | Таиланд   | 0:1  | 1:3       | 1997 King's Cup |

## Достижения
Командные
 АИК
- Чемпионат Швеции по футболу — 1992
- Обладатель Кубка Швеции — 1996
- Обладатель Кубка Швеции — 1996

 «Реал Сарагоса»
- Обладатель Кубка Испании — 2000/2001